# Robert Froriep
Robert Friedrich Froriep (* 21. Februar 1804 in Jena; † 15. Juni 1861 in Weimar) war ein deutscher Anatom und Pathologe.

## Leben
Robert Froriep, Sohn des Gynäkologen und Hochschullehrers Ludwig Friedrich von Froriep und seiner Ehefrau Charlotte Froriep, geborene Bertuch, Enkel des Unternehmers und Verlegers Friedrich Justin Bertuch, begann sein Medizinstudium 1823 in Tübingen; dort lernte er seine spätere Ehefrau kennen. Auf Wunsch des Vaters wechselte er im Herbst 1824 an die Universität Bonn und schloss das Studium dort 1828 mit einer Promotion ab. Von 1828 bis 1830 machte Froriep medizinische Bildungsreisen zu diversen westeuropäischen Universitäten. 
Im Oktober 1830 wurde er zum außerordentlichen Professor in Jena ernannt; seine erste Lehrtätigkeit hatte er im Sommer 1831. Im Herbst des Jahres war er in Berlin und bereitete sich darauf vor, dort dauerhaft tätig zu werden. 1832 war er als Arzt approbiert. Zum November 1833 wurde er mit der Stelle eines Prosectors an der Charité betraut. Ab 1834 wurde er auch als außerordentlicher Professor an der Medizinischen Fakultät der Universität Berlin geführt. Ab 1835 war er außerdem Lehrer an der Königlichen Akademie der Künste in Berlin. Froriep war auch Mitglied der Akademie gemeinnütziger Wissenschaften zu Erfurt und des Medicinal-Collegiums. Froriep war auch einer der Gründerväter des Weimarer Turnvereins.
1846 übernahm Robert Froriep das ursprünglich Bertuchsche Landes-Industrie-Comptoir in Weimar von seinem Vater. Nach wirtschaftlichen Schwierigkeiten verkaufte er es 1855.

## Familie
Froriep verehelichte sich nach langjähriger Verlobung am 21. Dezember 1830 in Tübingen mit Friederike Wilhelmine Ammermüller (1808–1878), Tochter von Friedrich Ammermüller (1770‒1852), Kameralverwalter der Universität Tübingen, und seiner Ehefrau Sophie Wilhelmine Ammermüller, geborene Holder (1779‒1869). In der Ehe wurden 9 Kinder geboren:
- Alma, * 15. März 1832 in Berlin, † 1. November 1910 in Neuses bei Coburg. Alma verehelichte sich am 10. April 1856 mit August Emil Theodor Rückert (1826‒1880), einem Sohn des Dichters Friedrich Rückert (1788‒1866).[14]
- Bertha, * 16. Mai 1833 in Berlin, † 3. Dezember 1920 in Weimar. Bertha wurde Malerin.
- Otto Ludwig, * 7. September 1835 in Berlin, † 18. Januar 1883 in Rheydt. Otto gründete ein Maschinenbau-Unternehmen.
- Lida Charlotte, * 29. Oktober 1839 in Berlin, † 23. November 1865 in Paris[15]. Lida verehelichte sich am 18. Juni 1860 in Weimar mit dem Pariser Geschichtsprofessor August Julius Dragicsevics (* 1833).[16] Das Ehepaar lebte in Frankreich; sie hatten drei Kinder: Otto (1861–1892) ging mit 14 Jahren in die USA und kehrte 1891 nach Paris zurück; Robert (1863–1880) lebte in Paris; Henri wurde 1865 kurz vor dem Tod seiner Mutter geboren und starb kurz danach.[17]
- Hugo, * 25. September 1841 in Berlin, † 6. Januar 1842 ebenda.
- Franziska, * 10. Januar 1843 in Berlin, † 5. Februar 1843 ebenda.
- Clara, * 6. Juli 1845 in Berlin, † 14. Juli 1921 Weimar. Clara lebte zusammen mit ihrer Schwester Bertha im „Bertuchhaus“, das die Frorieps von Bertuch übernommen hatten.
- Robert, * 10. August 1847 in Weimar, † 22. August 1847 ebenda.
- August Wilhelm Heinrich, * 10. September 1849 in Weimar, † 11. Oktober 1917 in Tübingen. August wurde Anatom an der Tübinger Universität.

## Schriften (Auswahl)
- De lingua anatomica quaedam et semiotica. Dissertatio. Bonn 1828. Digitalisat.
- Dissertatio medica de corneitide scrofulosa. Jena 1830. Digitalisat.
- Klinische Kupfertafeln. Eine auserlesene Sammlung von Abbildungen in Bezug auf innere Krankheiten, vorzüglich auf deren Diagnostik und pathologische Anatomie. 1.–12. Lieferung. Im Verlage des Großherzoglichen Sächsischen priv. Landes-Industrie-Comptoirs, Weimar 1828–1837.
- Chirurgische Anatomie der Ligaturstellen (Anatomia chirurgica locorum c. h. ligandis arteriis peridoneorum). Weimar 1830.
- Lieder zur Guitarre, gesammelt von Robert Froriep. (Eigenhändige Noten- und Liederhandschrift mit einer Federzeichnung und 74 Liedmanuskripten). Weimar um 1830.
- Symptome der asiatischen Cholera, im November und December 1831 zu Berlin abgebildet und beschrieben. Weimar 1832. Digitalisat.
- Pathologisch-anatomische Abbildungen aus der Sammlung der Königlichen Charité-Heilanstalt zu Berlin. Landes-Industrie-Comptoir, Weimar 1834.
- Bemerkungen über den Einfluss der Schulen auf die Gesundheit. Enslin, Berlin 1836.
- Beobachtungen über die Heilwirkung der Electricität, bei Anwendung des magnetoelectrischen Apparates. Erstes Heft. Die rheumatische Schwiele. Landes-Industrie-Comptoir, Weimar 1843. Digitalisat.
- Die Pferderaçen. Industrie-Comptoir Weimar 1845.[18]
- Die Charakteristik des Kopfes nach dem Entwicklungsgesetz desselben.  Sachse, Berlin 1845. Digitalisat.
- Roberti Froriepi Atlas anatomicus partium corporis humani per strata dispositarum imagines: in tabulis XXX ab Augusto Andorffo delineatas ferroque incisas exhibens. Landes-Industrie-Comptoir, Weimar 1851, 1856. 6. Auflage Leipzig 1877. Digitalisat.
- Memoranda der speciellen Anatomie des Menschen. Ein Leitfaden zur Repetition und zum Selbststudium. 2. Auflage. Landes-Industrie-Comptoir, Weimar 1854. Digitalisat.
- Die Rettung der Cretinen. Bern 1856. Digitalisat.

Medizinische Wochenzeitschrift
- Der ärztliche Hausfreund. Zur Förderung der Gesundheitspflege und der Kenntniß des menschlichen Körpers und der Natur Ärzten und Nichtärzten gewidmet. Erster Band [Januar bis Juli 1854] Weimar 1854,   Zweiter Band [1857 bis 1858] ebenda 1858.

Politische Zeitung (geplant)
- Die deutsche Einheit. Ein Tagblatt zur Förderung deutscher Freiheit und Kraft.[19]
Erhaltene Probehefte: Nr. 3 vom 14. Juni 1848, S. 9–12, Nr. 4 vom 17. Juni, S. 13–16, Nr. 5 vom 21. Juni, S. 17–20, Nr. 7 vom 28. Juni, S. 25–30.